# Lherm (Górna Garonna)
Lherm – miejscowość i gmina we Francji, w regionie Oksytania, w departamencie Górna Garonna.
Według danych na rok 1990 gminę zamieszkiwało 2266 osób, a gęstość zaludnienia wynosiła 83 osób/km² (wśród 3020 gmin regionu Midi-Pireneje Lherm plasuje się na 150. miejscu pod względem liczby ludności, natomiast pod względem powierzchni na miejscu 353.).
Na miejskim lotnisku co roku odbywają się pokazy lotnicze Airexpo. 